# Château de Rayküll
 (janvier 2024).
Le château de Rayküll (en allemand : Gutshaus Rayküll, en estonien : Raikküla mõis) est un château estonien situé à Raikküla (anciennement : Rayküll) dans la région d’Harju. C’était la propriété de la famille von Keyserling. Le château, à l’abandon et endommagé à partir des années 1960, a été doté d'un nouveau toit au début du XXIe siècle. 

## Histoire
Le domaine est mentionné par écrit pour la première fois en 1469. Il appartient aux XVIe et XVIIe siècles à la famille von Fersen, lorsque la contrée est sous domination suédoise. Un premier château est construit au XVIIIe siècle, puis reconstruit au XIXe siècle en style néoclassique avec un fronton à la grecque et un portique hexastyle ionique rajoutés en 1819, qui sont en vogue dans tout l’Empire russe à cette époque.
Le comte Alexandre von Keyserling, botaniste, paléontologue et ami de l'empereur Nicolas Ier de Russie, en fait l’acquisition par mariage en 1844. Le chancelier Otto von Bismarck s’y est rendu en visite. 
Le dernier propriétaire est le petit-fils d'Alexandre, le comte Hermann von Keyserling, philosophe, neveu de l’écrivain Eduard von Keyserling ; il est exproprié, comme toute la noblesse terrienne, par le gouvernement de la nouvelle république estonienne en octobre 1919.
Le cimetière familial des Keyserling est dévasté et le château reste à l’abandon ; seule la toiture a été refaite au début du XXIe siècle.